# Shannonomyia scaramuzzai
Shannonomyia scaramuzzai är en tvåvingeart som beskrevs av Alexander 1937. Shannonomyia scaramuzzai ingår i släktet Shannonomyia och familjen småharkrankar.
Artens utbredningsområde är Kuba. Inga underarter finns listade i Catalogue of Life.